# Listă de conducători de stat din 1591
1587 - 1588 - 1589 - 1590 - 1591 - 1592 - 1593 - 1594 - 1595
Aceasta este o listă a conducătorilor de stat din anul 1591:

## Europa
- Anglia: Elisabeta I (regină din dinastia Tudor, 1558-1603)
- Austria (Graz): Ferdinand al II-lea (duce din dinastia de Habsburg, ramura de Styria, 1590/1619-1637; ulterior, rege al Ungariei, 1618/1619-1637; ulterior, arhiduce de Austria-Viena, 1619-1637; ulterior, rege al Germaniei, 1619-1637; ulterior, împărat occidental, 1619-1637; ulterior, rege al Cehiei, 1619, 1620-1637)
- Austria (Innsbruck): Ferdinand (duce din dinastia de Habsburg, ramura de Tirol, 1564-1595)
- Austria (Viena): Rudolf al V-lea (arhiduce din dinastia de Habsburg, ramura principală, 1576-1608; totodată, rege al Germaniei, 1576-1612; totodată, rege al Cehiei, 1576-1611; totodată, rege al Ungariei, 1576-1608; totodată, împărat occidental, 1576-1612)
- Bavaria: Wilhelm al V-lea cel Religios (duce din dinastia de Wittelsbach, 1579-1597)
- Brandenburg: Johann Georg (principe elector din dinastia de Hohenzollern, 1571-1598)
- Cehia: Rudolf al V-lea (rege din dinastia de Habsburg, 1576-1611; totodată, arhiduce din dinastia de Habsburg, 1576-1608; totodată, rege al Germaniei, 1576-1612; totodată, rege al Ungariei, 1576-1608; totodată, împărat occidental, 1576-1612)
- Crimeea: Ghazi Ghirai al II-lea ibn Devlet Bora (han din dinastia Ghiraizilor, 1588-1596/1597, 1597-1607 sau 1608)
- Danemarca: Christian al IV-lea (rege din dinastia Oldenburg, 1588-1648)
- Ferrara: Alfonso al II-lea (duce din casa d'Este, 1559-1597; totodată, duce de Modena, 1559-1597)
- Florența: Ferdinand I (mare duce din familia Medici, 1587-1609)
- Franța: Henric al IV-lea cel Mare (rege din dinastia de Bourbon, 1589-1610; anterior, rege al Navarrei, 1572-1589/1610)
- Genova: Battista Negrone (doge, 1589-1591) și Campi Giovanni Agostino Giustiniani (doge, 1591-1593)
- Germania: Rudolf al V-lea (rege din dinastia de Habsburg, 1576-1612; totodată, arhiduce din dinastia de Habsburg, 1576-1608; totodată, rege al Cehiei, 1576-1611; totodată, rege al Ungariei, 1576-1608; totodată, împărat occidental, 1576-1612)
- Gruzia: Simon I (rege din dinastia Bagratizilor, 1558-1569, 1578-1600)
- Gruzia, statul Imeretia: Rostom (rege din dinastia Bagratizilor, 1588-1589, 1590-1604)
- Gruzia, statul Kakhetia: Alexandru al II-lea (rege din dinastia Bagratizilor, 1574-1603, 1603-1605)
- Imperiul occidental: Rudolf al V-lea (împărat din dinastia de Habsburg, 1576-1612; arhiduce din dinastia de Habsburg, 1576-1608; totodată, rege al Germaniei, 1576-1612; totodată, rege al Cehiei, 1576-1611; totodată, rege al Ungariei, 1576-1608)
- Imperiul otoman: Murad al III-lea (sultan din dinastia Osmană, 1574-1595)
- Lorena Superioară: Carol al III-lea (sau al II-lea) cel Mare (duce din dinastia de Lorena-Vaudemont, 1545-1608)
- Mantova: Vincenzo I (duce din casa Gonzaga, 1587-1612)
- Modena: Alfonso al II-lea (duce din casa d'Este, 1559-1597; totodată, duce de Ferrara, 1559-1597)
- Moldova: Petru Șchiopul (domnitor, 1574-1577, 1578-1579, 1582-1591) și Aron Tiranul (domnitor, 1591-1592, 1592-1595)
- Monaco: Ercole (senior din casa Grimaldi, 1589-1604)
- Navarra: Henric al III-lea (rege din dinastia de Bourbon, 1572-1589/1610; ulterior, rege al Franței, 1589-1610)
- Olanda: Mauriciu (stathouder din dinastia de Orania, 1585-1625)
- Parma și Piacenza: Alexandru (duce din casa Farnese, 1586-1592)
- Polonia: Sigismund al III-lea (rege din dinastia Vasa, 1587-1632; ulterior, rege al Suediei, 1592-1599)
- Rusia: Fedor I Ivanovici (țar, 1584-1598)
- Savoia: Carlo Emmanuele I cel Mare (duce, 1580-1630)
- Saxonia: Christian I (principe elector din dinastia de Wettin, 1586-1591) și Christian al II-lea (principe elector din dinastia de Wettin, 1591-1611)
- Scoția: Iacob al VI-lea (rege din dinastia Stuart, 1567-1625; ulterior, rege al Angliei, 1603-1625)
- Spania: Filip al II-lea (rege din dinastia de Habsburg, 1556-1598; ulterior, rege al Portugaliei, 1580-1598)
- Statul papal: Grigore al XIV-lea (papă, 1590-1591) și Innocențiu al IX-lea (papă, 1591)
- Suedia: Ioan al III-lea (rege din dinastia Wasa, 1568-1592)
- Transilvania: Sigismund Bathori (principe, 1581-1597, 1598-1599, 1601-1602)
- Țara Românească: Mihnea Turcitul (domnitor, 1577-1583, 1585-1591) și Ștefan Surdul (domnitor, 1591-1592)
- Ungaria: Rudolf al V-lea (rege din dinastia de Habsburg, 1576-1608; totodată, arhiduce din dinastia de Habsburg, 1576-1608; totodată, rege al Germaniei, 1576-1612; totodată, rege al Cehiei, 1576-1611; totodată, împărat occidental, 1576-1612)
- Veneția: Pasquale Cicogna (doge, 1585-1595)

## Africa
- Așanti: Twun (așantehene, cca. 1570-?) și Antwi (așantehene, ?-?) (?)
- Bagirmi: Abdullah (mbang, 1568-1608)
- Benin: Ehengbuda (obba, 1578-cca. 1608)
- Buganda: Sekamanya (kabaka, 1584-1614) și Kimbugwe (kabaka, 1584-1614)
- Congo: Alvaro al II-lea (Nempanzu a Mini) (mani kongo, 1574-1614)
- Ethiopia: Sartsa Dengel (Malak Sagad I) (împărat, 1563-1597)
- Imerina: Ralambo (rege, cca. 1575-cca. 1610)
- Imperiul otoman: Murad al III-lea (sultan din dinastia Osmană, 1574-1595)
- Kanem-Bornu: Idris al III-lea Aloma (sultan, cca. 1580-cca. 1617)
- Munhumutapa: Gatsi Rusere (rege din dinastia Munhumutapa, cca. 1589-1623)
- Oyo: Abipa (rege, cca. 1590-cca. 1614)
- Rwanda: Yuhi al II-lea Gahina (rege, cca. 1576-cca. 1600)
- Sennar: Tayyib (sau Tabl) ibn Abd al-Kadir (sultan, cca. 1588-cca. 1592)
- Songhay: Ishak al II-lea (rege din dinastia Askia, 1588-1591) și Muhammad al V-lea Gao (rege din dinastia Askia, 1591-1592)
- Songhay (Dendi): Nuh (rege, 1591-1599)

## Asia

### Orientul Apropiat
- Iran: Abbas I cel Mare (șah din dinastia Safavidă, 1588-1629)
- Imperiul otoman: Murad al III-lea (sultan din dinastia Osmană, 1574-1595)

### Orientul Îndepărtat
- Atjeh: Ala ad-Din Riayat Șah (sultan, 1588-1604)
- Birmania, statul Arakan: Minpalaung (Sikandar Șah) (rege din dinastia de Mrohaung, 1571-1593)
- Birmania, statul Toungoo: Nandabayin (rege, 1581-1599)
- Cambodgea: Preah Sattha I (rege, 1576-1596)
- China: Shenzong (Zhu Yijun) (împărat din dinastia Ming, 1573-1620)
- Coreea, statul Choson: Sonjo (Yi Kweng) (rege din dinastia Yi, 1568-1608)
- India, statul Handeș: Radja Ali Han (sau Adil Șah al IV-lea) (sultan din dinastia Farukizilor, 1577-1597)
- India, statul Moghulilor: Jalal ad-Din Akbar I (împărat, 1556-1605)
- India, statul Vijayanagar: Venkata al II-lea (rege din dinastia Aravidu, 1585-1614)
- Japonia: Go-Yozei (împărat, 1586-1611)
- Laos, statul Lan Xang: No Keo Kuman (rege, 1571-1574, 1591-1596)
- Maldive: Ibrahim ibn Muhammad (sultan, 1584-1609)
- Mataram: Suta-Vijaya Panembahan Senapati Ingalaga (Mas Ngabehi) (sultan, 1575-1601)
- Mongolii: Tumen Djasaghtu hagan (Sasaktu) (han, 1558/1583-1592/1593)
- Nepal (Benepa): Trailokyamalla (rege din dinastia Malla, cca. 1572-cca. 1627)
- Nepal (Kathmandu): Sadasivamalla (rege din dinastia Malla, ?-?) (?) și Șivasimhamalla (rege din dinastia Malla, ?-?) (?)
- Nepal, statul Gurkha: Șri Purandar Șah (rajah, cca. 1570-1609)
- Sri Lanka, statul Jaffna: Puviraja Pandaram al II-lea (rege, 1582-1591) și Ethiramanasinga Pararajasekaran al VIII-lea (rege, 1591-1615)
- Sri Lanka, statul Kandy: Vimala Dharma Surya I (rege, 1591-1604)
- Sri Lanka, statul Kotte: Dharmapalabahu (Dom Joao) (rege, 1551-1597)
- Thailanda, statul Ayutthaya: Naresuan cel Mare (rege, 1590-1605)
- Tibet: Yon-tan rgya-mtsho (dalai lama, 1588-1616)
- Tibet: Panchen bLo-bzang Ch'os-kyi rgyal mtshan (Chokyi Gyaltsen) (panchen lama, 1569-1662)
- Vietnam, statul Dai Viet: Le The-tong (Nghi hoang-de) (rege din dinastia Le târzie, 1573-1597)
- Vietnam (Hanoi): Mac Mau Hop (rege din dinastia Mac, 1562-1592)
- Vietnam (Hue): Nguyen Huang (rege din dinastia Nguyen, 1558-1613)
- Vietnam (Taydo): Trinh Tung (rege din dinastia Trinh, 1570-1623)